# Wikimédia Commons
A Wikimédia Commons (röviden Commons vagy Wikicommons, kiejtése: vikimédia kámönz) ingyenes és szabadon felhasználható képeket, hangfelvételeket és egyéb multimédia fájlokat tartalmazó katalógus, a Wikimédia Alapítvány többnyelvű projektjeinek egyike.
A Wikimédia Commons-be feltöltött fájlok elérhetőek valamennyi, a Wikimédia-szervereken üzemelő projekt számára, mint például a Wikipédia, a Wikikönyvek vagy a Wikihírek, továbbá, megfelelő beállításokkal minden MediaWiki-alapú honlap számára. A felületen használt nyelv átállítható a felhasználói beállításokban. A lapok fordítása folyamatban van, a felület egy része magyarul is hozzáférhető, például a Kezdőlap.
A projekt 2004. szeptember 7-én indult, és a feltöltött médiaállományok száma már ugyanazon év novemberében elérte a tízezret. 2017. június 21-én a médiatár túllépte a 40 milliós határt.
Ez a projekt használta először a MediaWiki szoftver 1.4-es verzióját.

## Szerzői jogvédelem
A Wikimédia Commons nem engedi meg nem szabad felhasználású anyagok felküldését, beleértve az olyan anyagokat, amelyek kereskedelmi célú használata korlátozott, vagy ún. „fair use” alá esnek. Az elfogadható licencek többek közt a GFDL, a Creative Commons bizonyos változatai és a közkincs.

## Minőség
A kiemelkedő minőségű képek elismerésére a Commonson három lehetőség van. Az egyik a 2004 novembere óta működő kiemeltkép-szavazás, ahol a képeket a közösség tagjai jelölik és szavazzák meg vagy utasítják el. A kiemelt képek kerülhetnek a Commons főoldalára, a magyar Wikipédia is ezeket teszi a címlapra. 2006 júniusa óta minőségi képekre is lehet szavazni, ez az eljárás némileg egyszerűbb, mint a kiemelt képeké. Kiemelt képnek a Wikimédia Commons felhasználóin kívül mások (például a NASA) képeire is lehet szavazni, a minőségi képek szavazásán csupán a Commons felhasználói által készített képeket lehet jelölni. A harmadik eljárás 2008. június 1-jén indult, „értékes képek” címmel. Míg a kiemelt és a minőségi képeknél a fényképezés/elkészítés technikai minőségét figyelik, ebben az esetben az számít, mennyire értékes az adott kép a közösség, és a szócikkek illusztrálása szempontjából.
2007 óta minden évben megrendezik az Év Képe szavazást is, melyen az előző év kiemelt képei vehetnek részt.

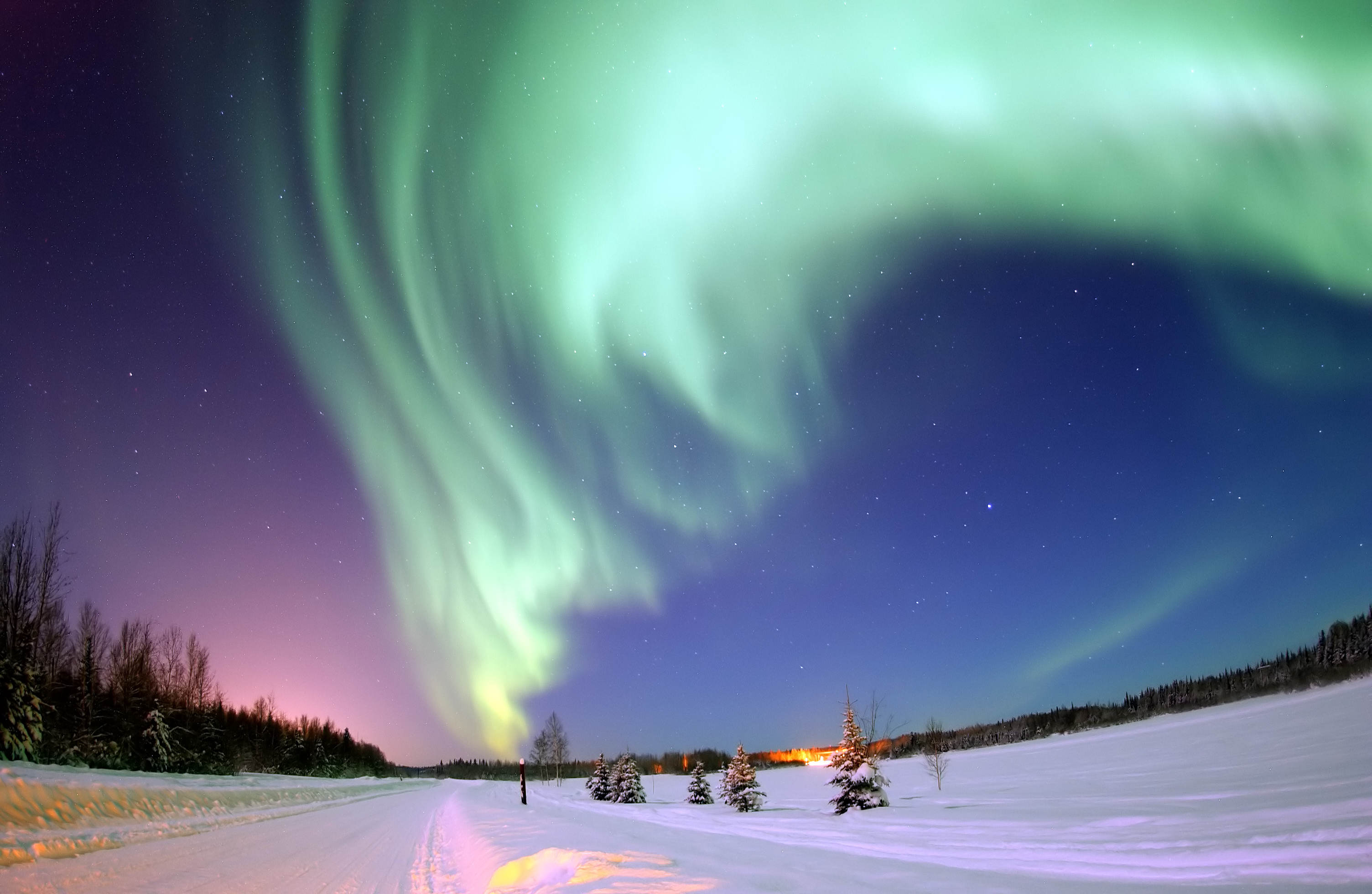
Az Év képe 2006
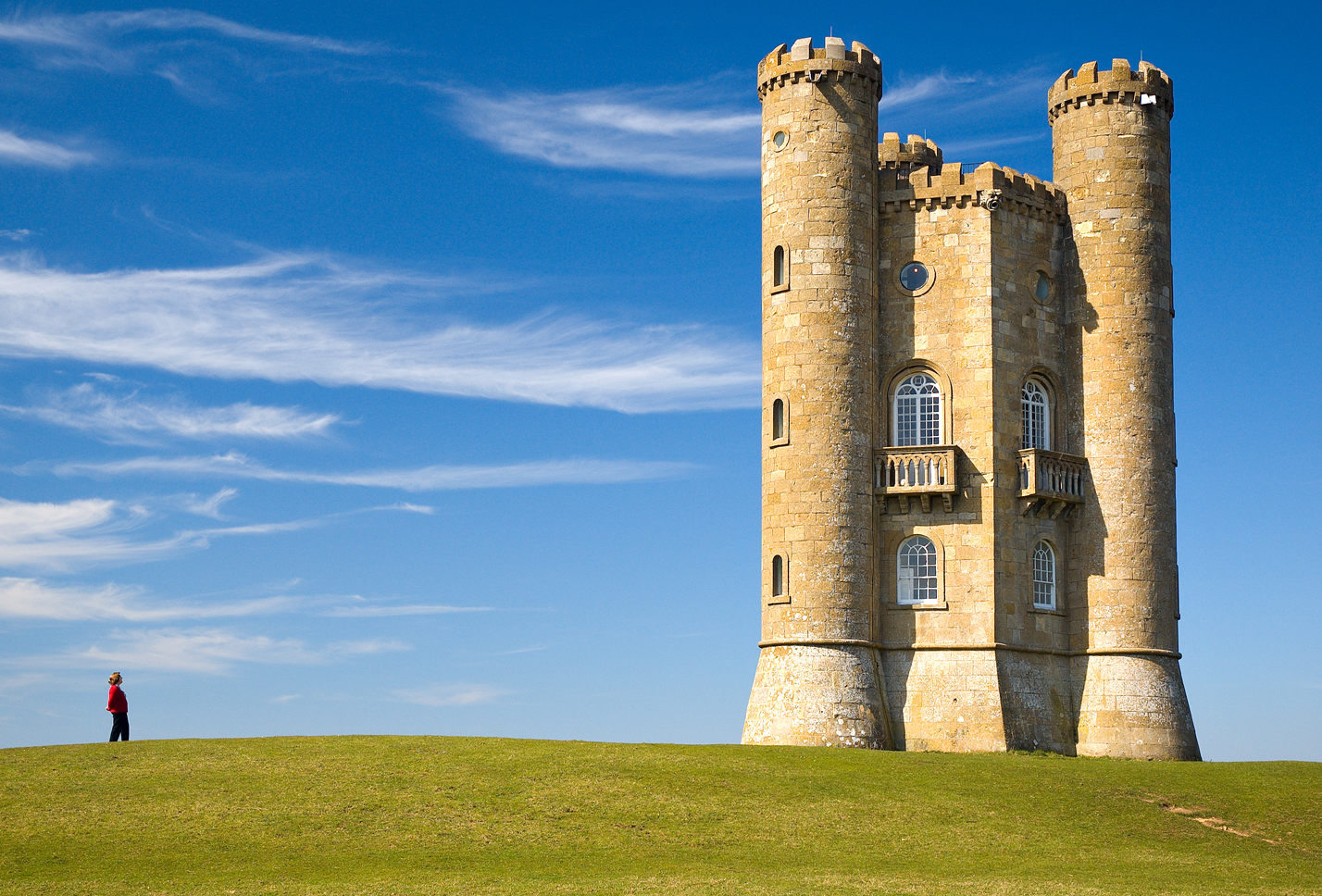
Az Év képe 2007
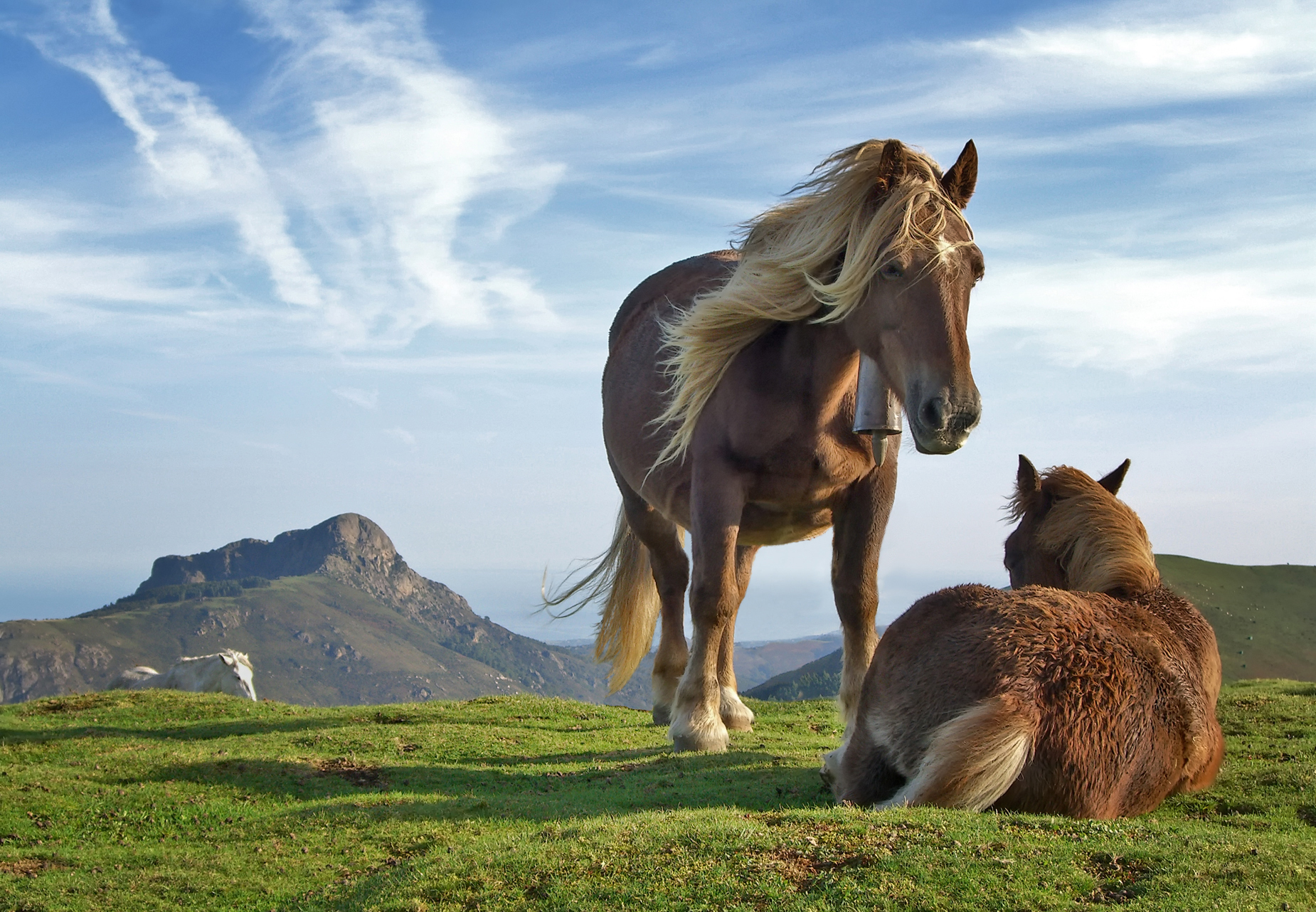
Az Év képe 2008
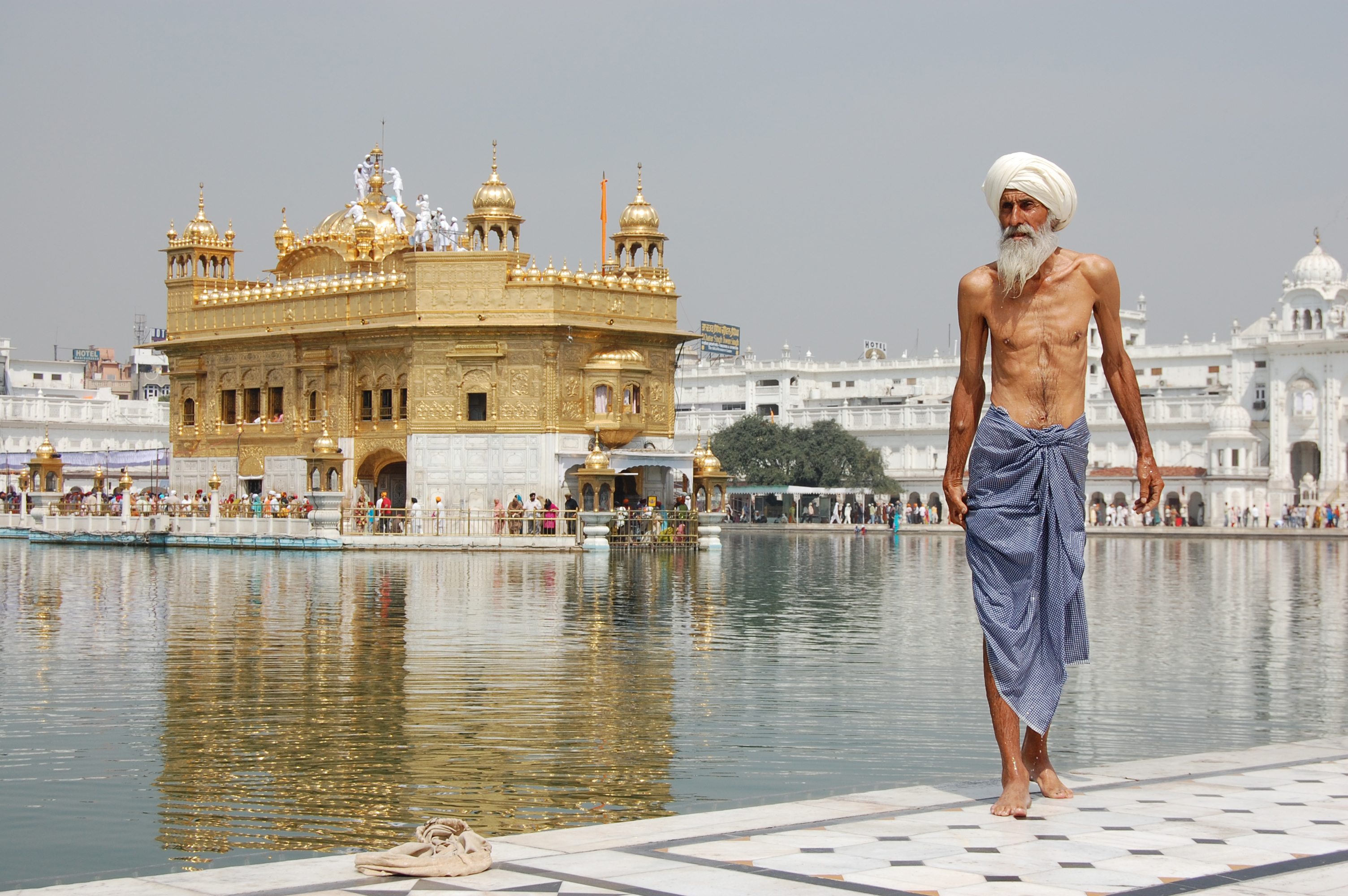
Az Év képe 2009
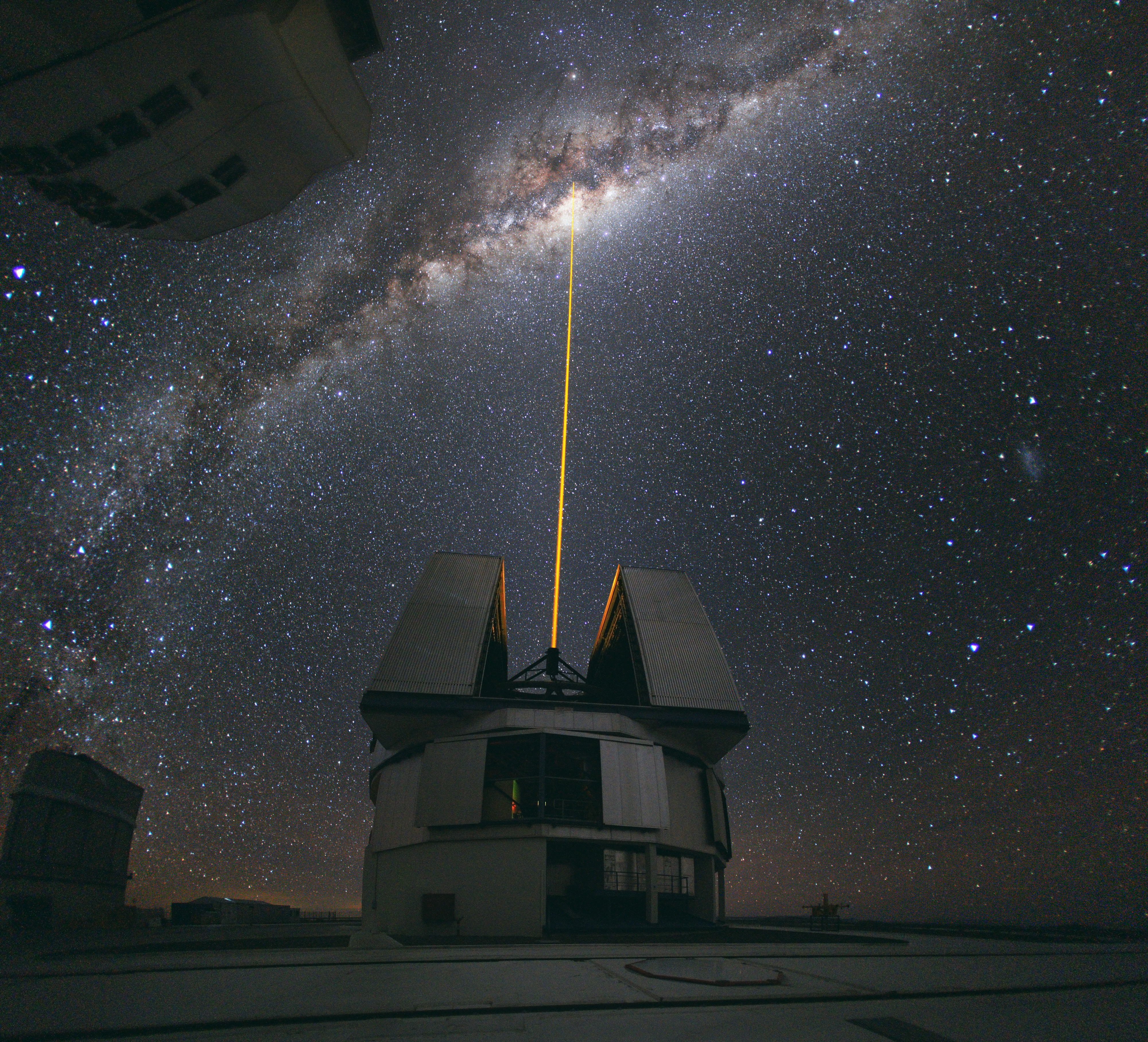
Az Év képe 2010
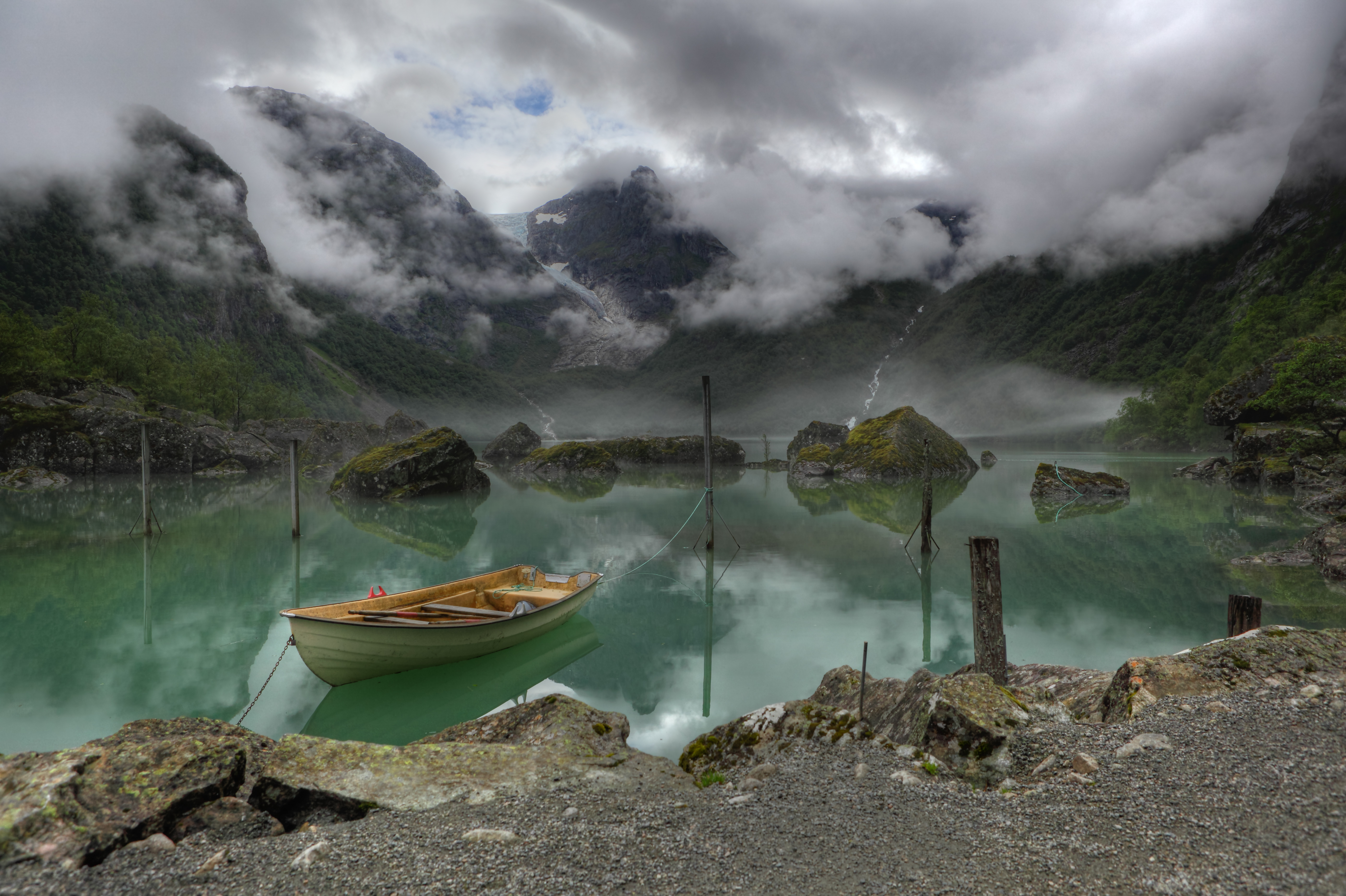
Az Év képe 2011
Az Év képe 2012
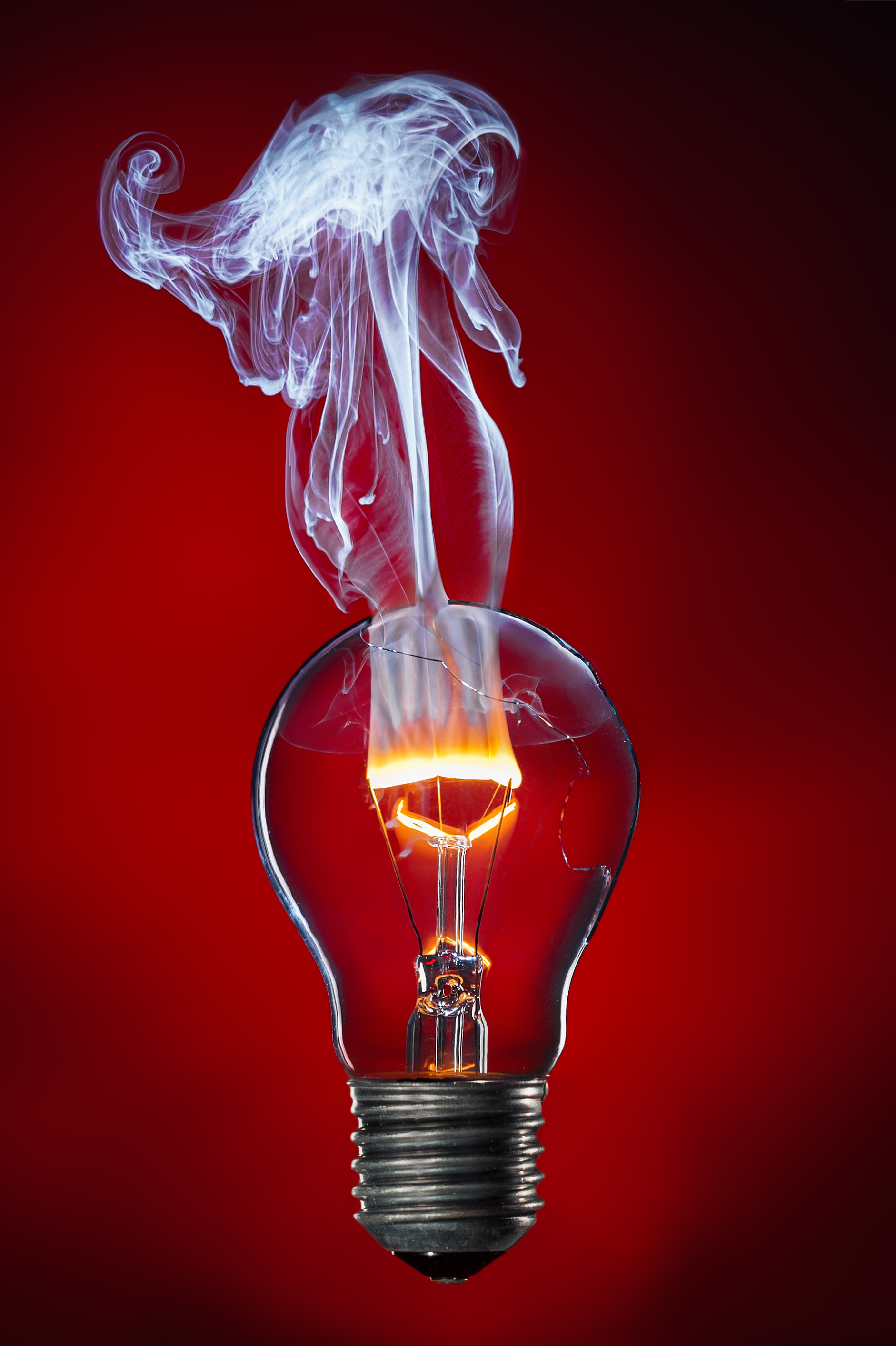
Az Év képe 2013
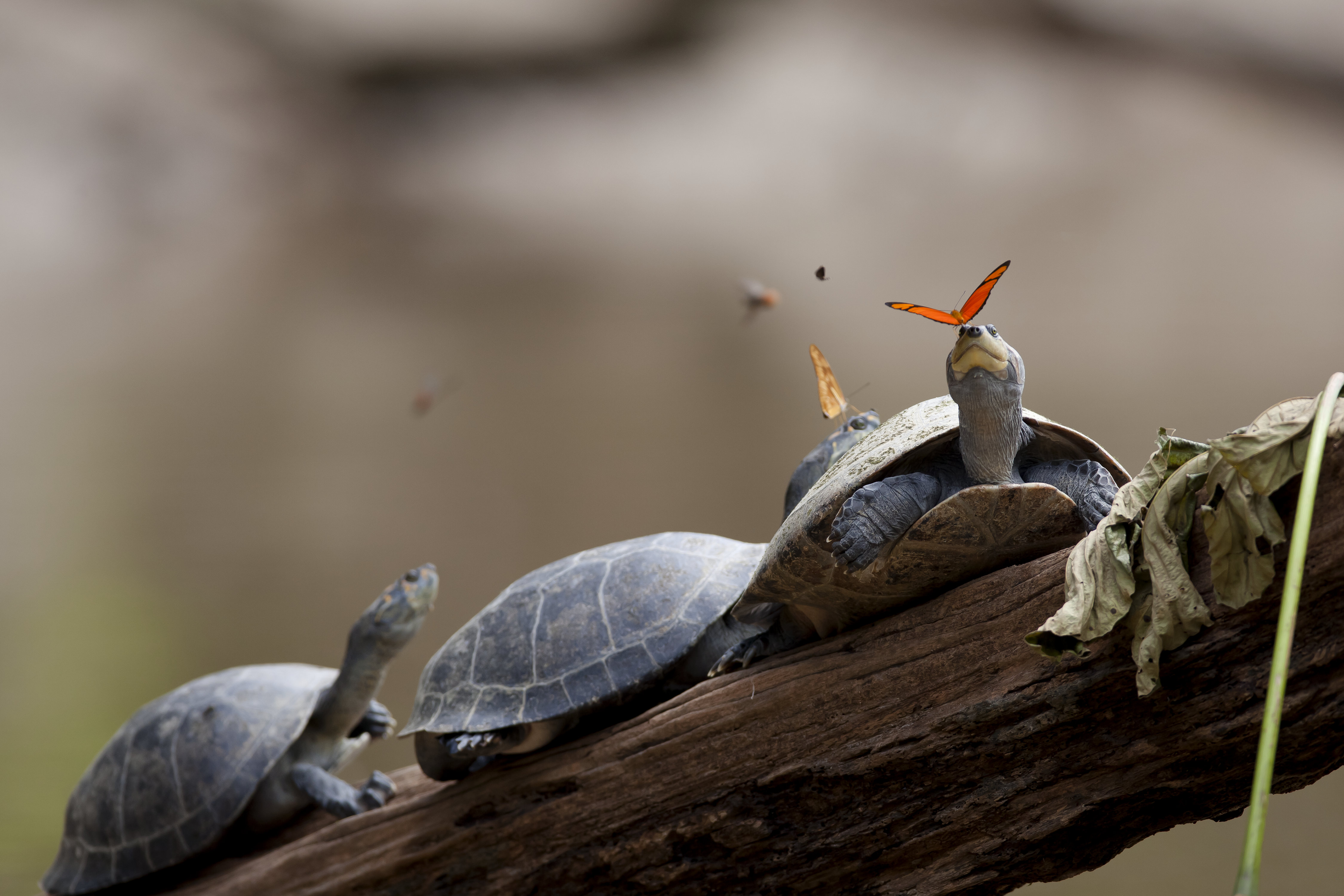
Az Év képe 2014
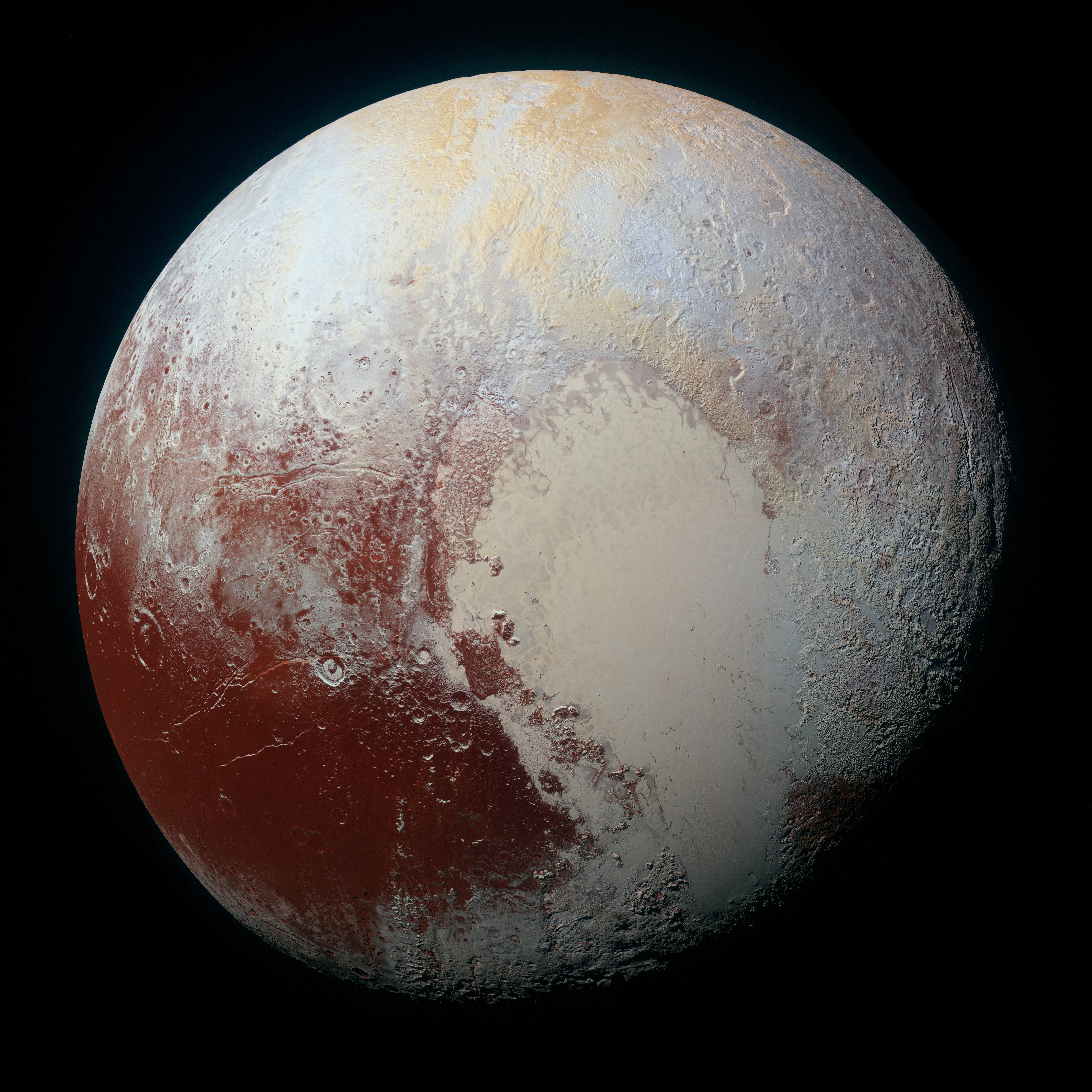
Az Év képe 2015
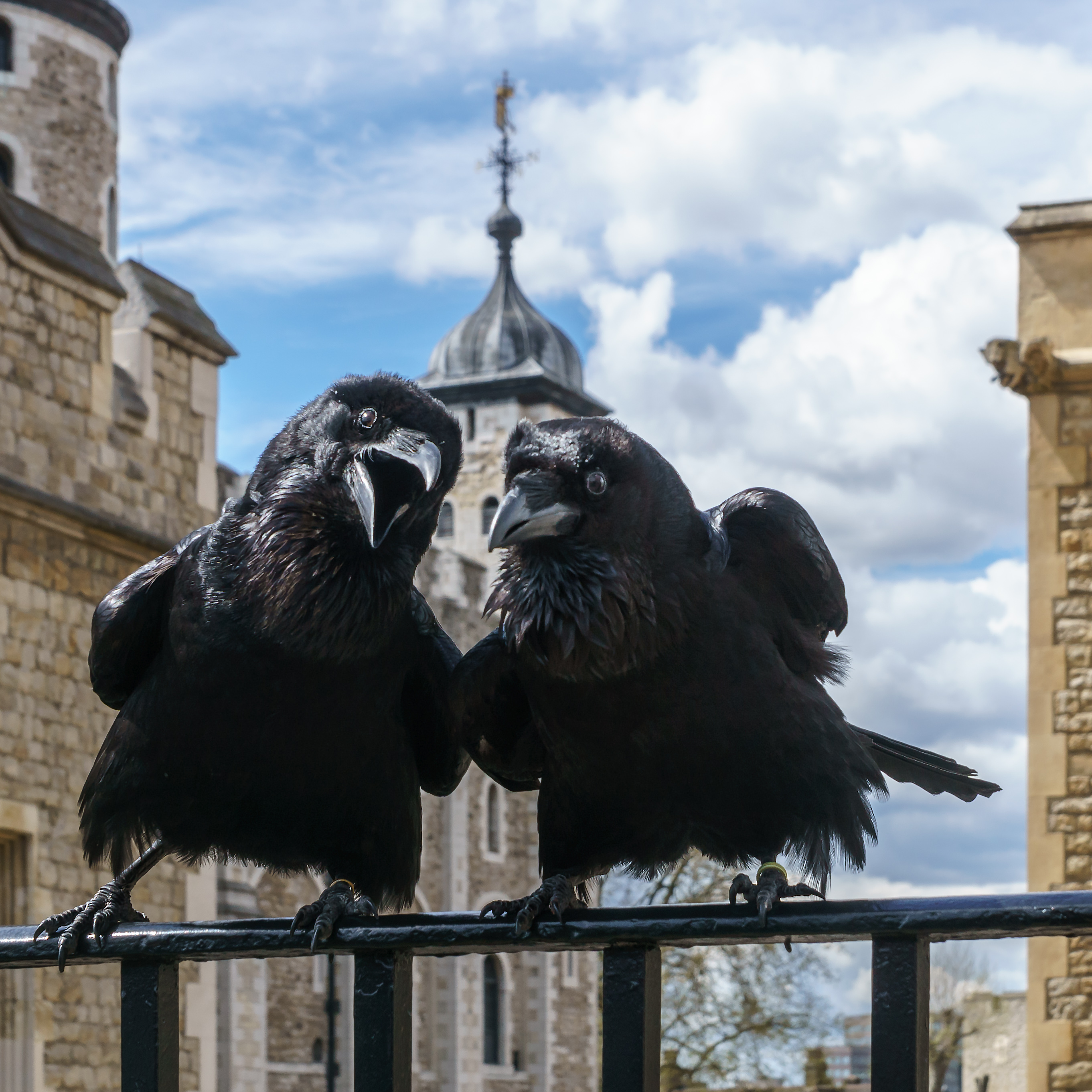
Az Év képe 2016
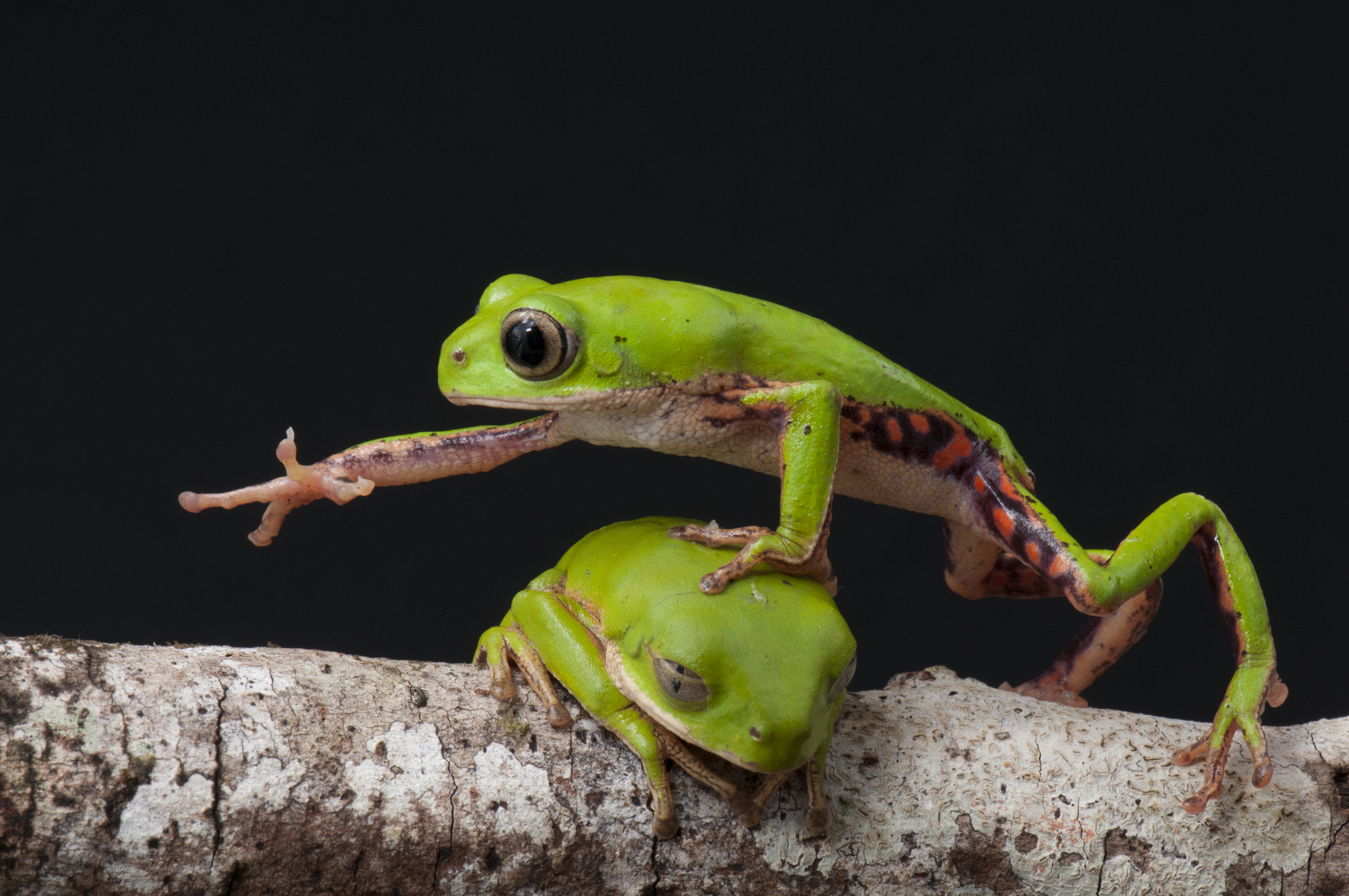
Az Év képe 2017
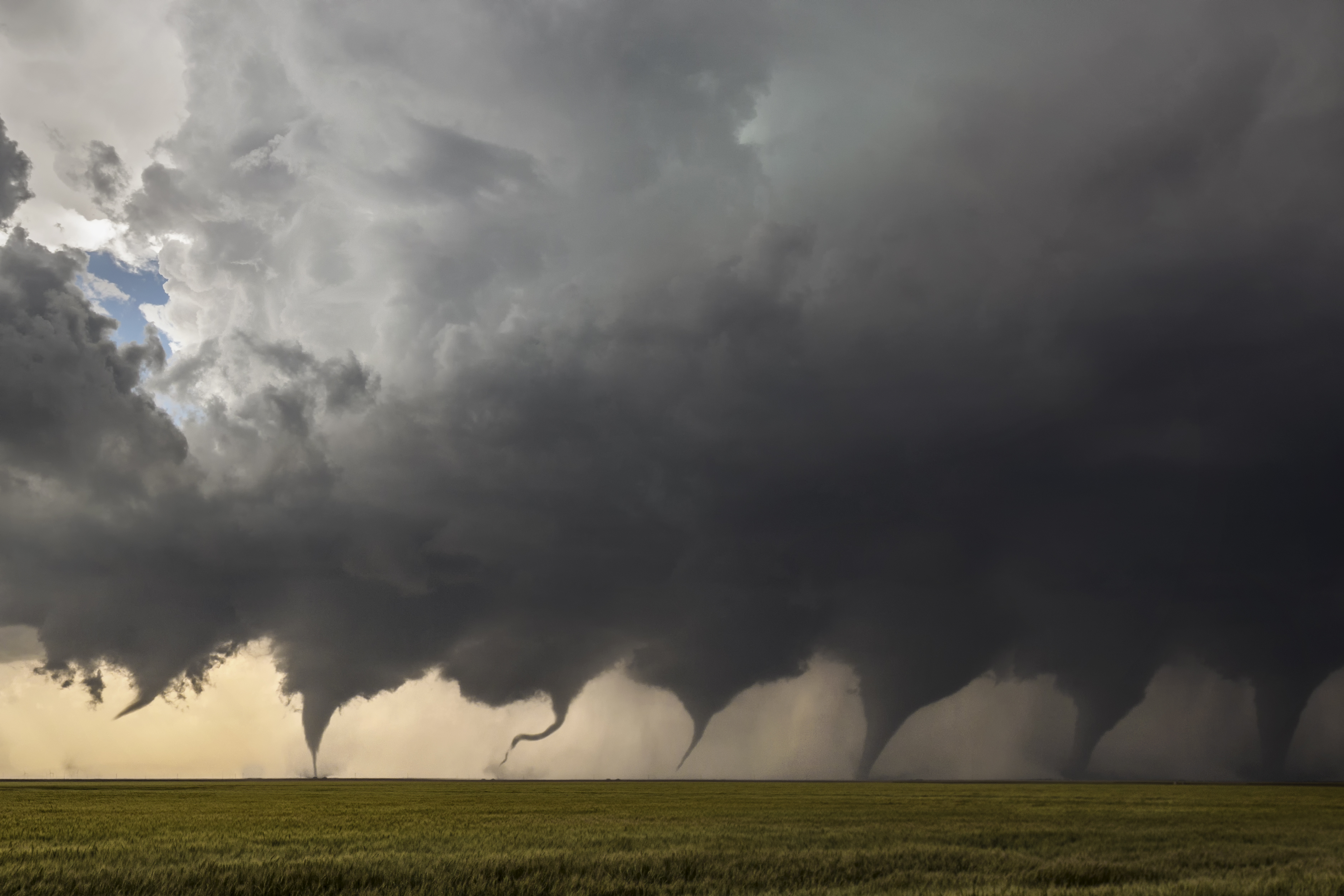
Az Év képe 2018
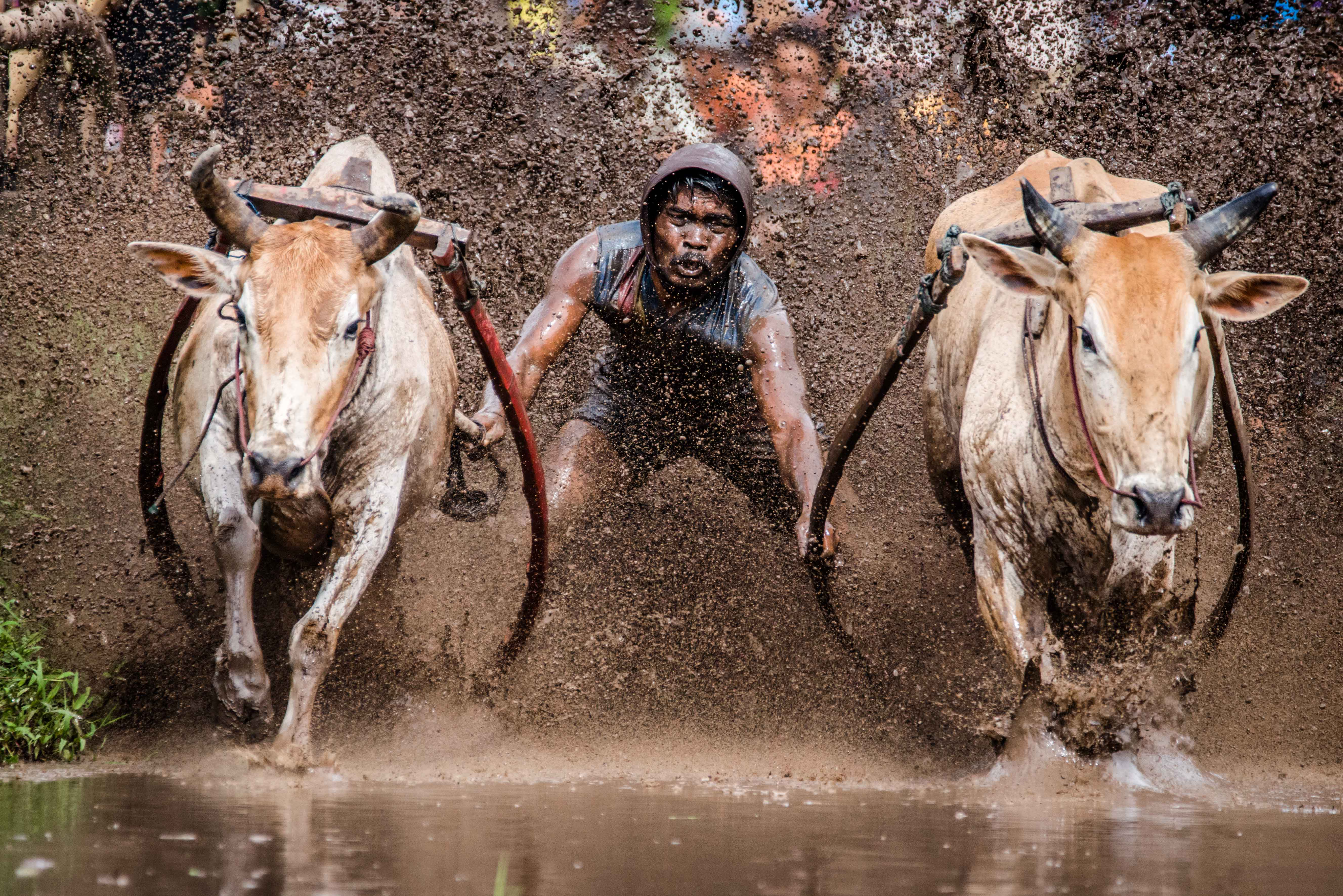
Az Év képe 2019
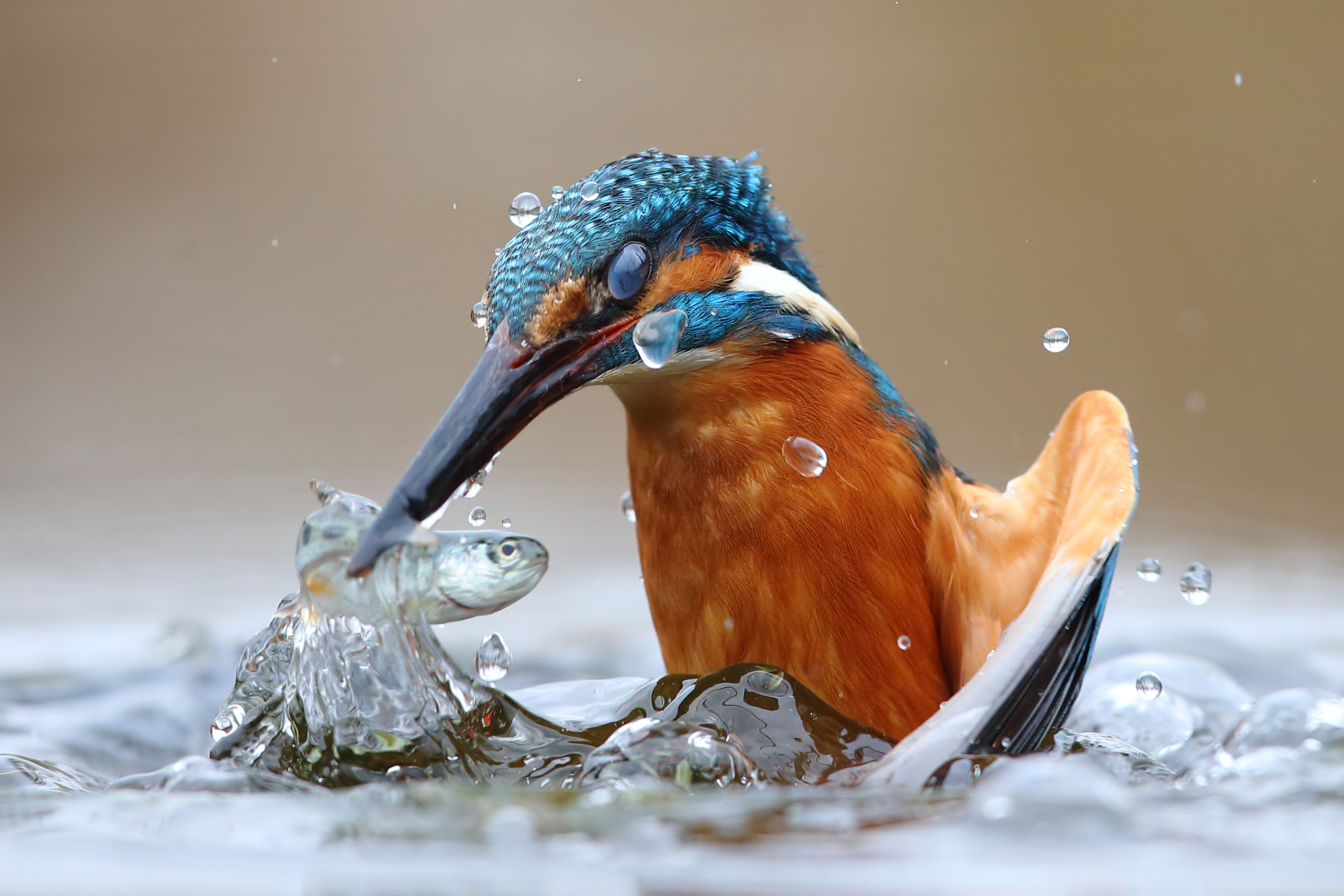
Az Év képe 2020

## Statisztika
- 2003. január 4.: 1 médiafájl
- 2004. október 4.: 1000 médiafájl
- 2005. május 24.: 100 000 médiafájl
- 2006. március 25.: 500 000 médiafájl

A Wikimédia Commons növekedését mutató ábra

- 2006. november 30.: 1 millió médiafájl
- 2007. október 9.: 2 millió médiafájl
- 2008. július 16.: 3 millió médiafájl
- 2009. március 4.: 4 millió médiafájl
- 2009. szeptember 2.: 5 millió médiafájl
- 2010. január 27.: 1 millió regisztrált szerkesztő és 8 millió oldal
- 2010. január 31.: 6 millió médiafájl
- 2010. július 17.: 7 millió médiafájl
- 2011. január 1.: 8 millió médiafájl
- 2011. február 23.: 9 millió médiafájl
- 2011. április 15.: 10 millió médiafájl
- 2012. december 4.: 15 millió médiafájl
- 2014. január 25.: 20 millió médiafájl
- 2015. március 11.: 25 millió médiafájl
- 2016. január 13.: 30 millió médiafájl
- 2016. november 30.: 35 millió médiafájl
- 2017. június 22.: 40 millió médiafájl
- 2018. február 25.: 45 millió médiafájl
- 2018. október 7.: 50 millió médiafájl
- 2020. március 17.: 60 millió médiafájl
- 2021. július 19.: 75 millió médiafájl

## Kapcsolódó szócikkek

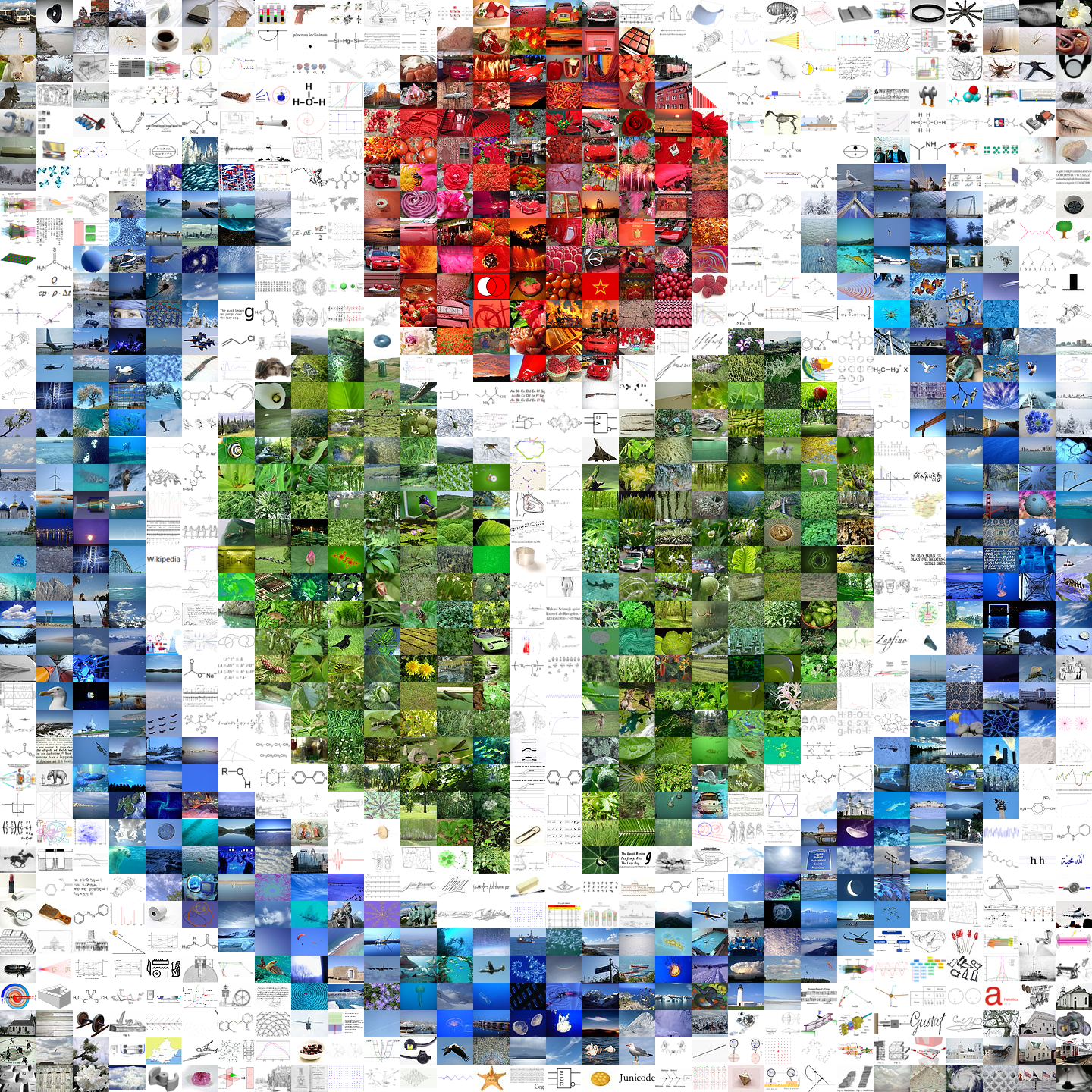
Wikimédia logo mozaik - az egy milliomodik fájl feltöltésének alkalmából 2006-ból